# Gränsen mellan Nederländerna och Tyskland
Gränsen mellan Nederländerna och Tyskland består av en 570 km lång statsgräns som sträcker sig över land, floder, sjöar och hav. Gränsen börjar i Dollartviken och slutar i trelandspunkten i Vaalserberg där Nederländerna, Tyskland och Belgien möts.

## Gränsövergångar

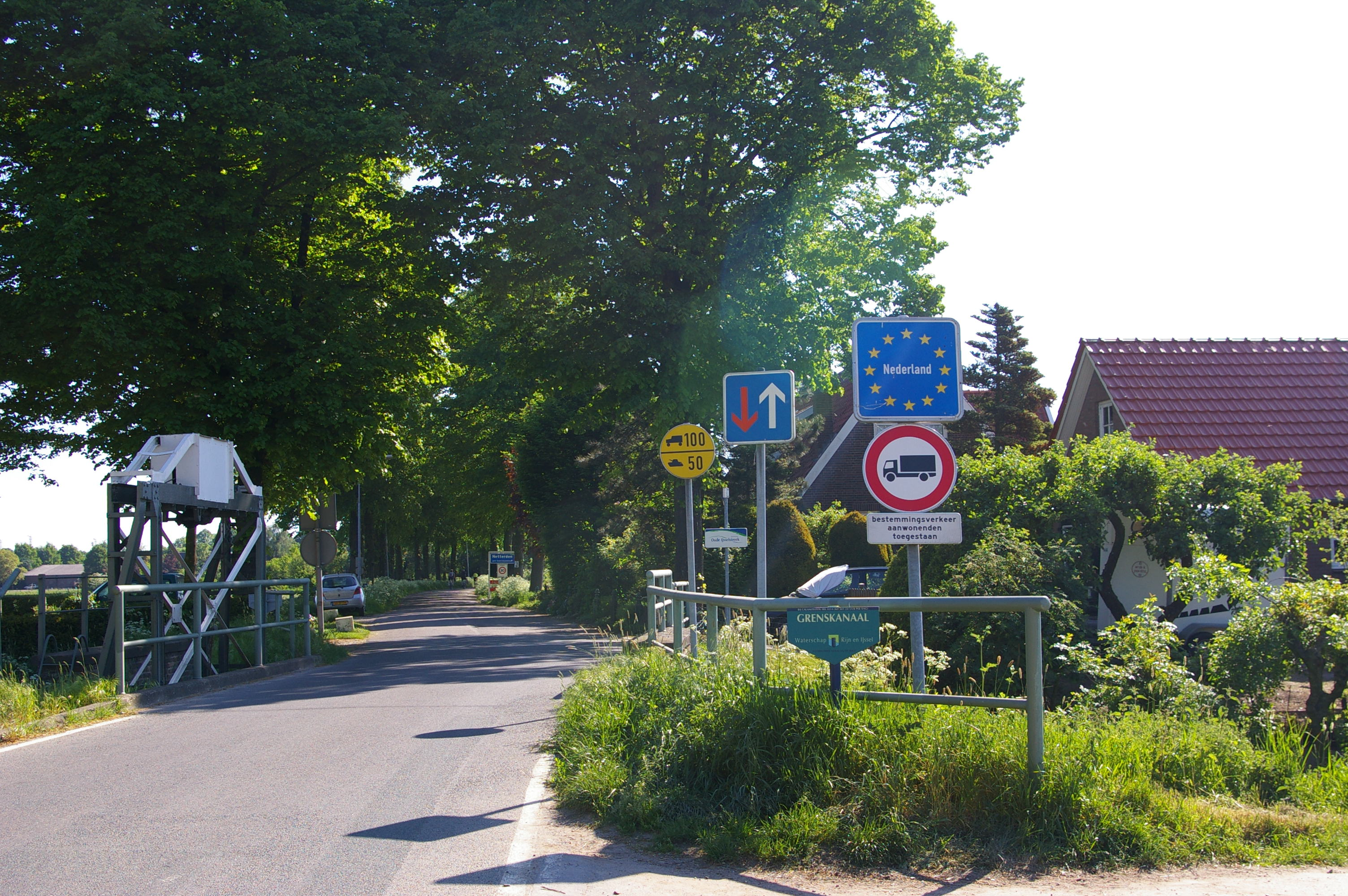
Gränsövergång i staden Netterden

Eftersom Tyskland och Nederländerna är med i passunionen Schengensamarbetet är det fritt för varor och personer att passera gränsen utan gränskontroll.
Det finns mer än 60 större vägar som korsar gränsen mellan länderna varav 10 är motorvägar (8 av dem är i sin tur Europavägar). Det finns även 6 järnvägar som korsar gränsen mellan länderna.